# Entomophthora muscae
Entomophthora muscae is een entomopathogene schimmel die vliegen en muggen (Diptera) parasiteert. Alvorens het slachtoffer sterft, klimt het omhoog en spreidt het zijn vleugels, zodat de conidia (sporen) zich optimaal kunnen verspreiden. De schimmel is onderzocht als een potentieel biologisch bestrijdingsmiddel.

## Levenscyclus
De conidia van E. muscae ontkiemen binnen enkele uren nadat ze op een gastheer zijn geland. Er wordt een kiembuis gevormd die het exoskelet van het insect doorboort en protoplasten in de lichaamsvloeistof injecteert. De schimmeldraden groeien geleidelijk door het hele lichaam en verteren de lichaamssappen.

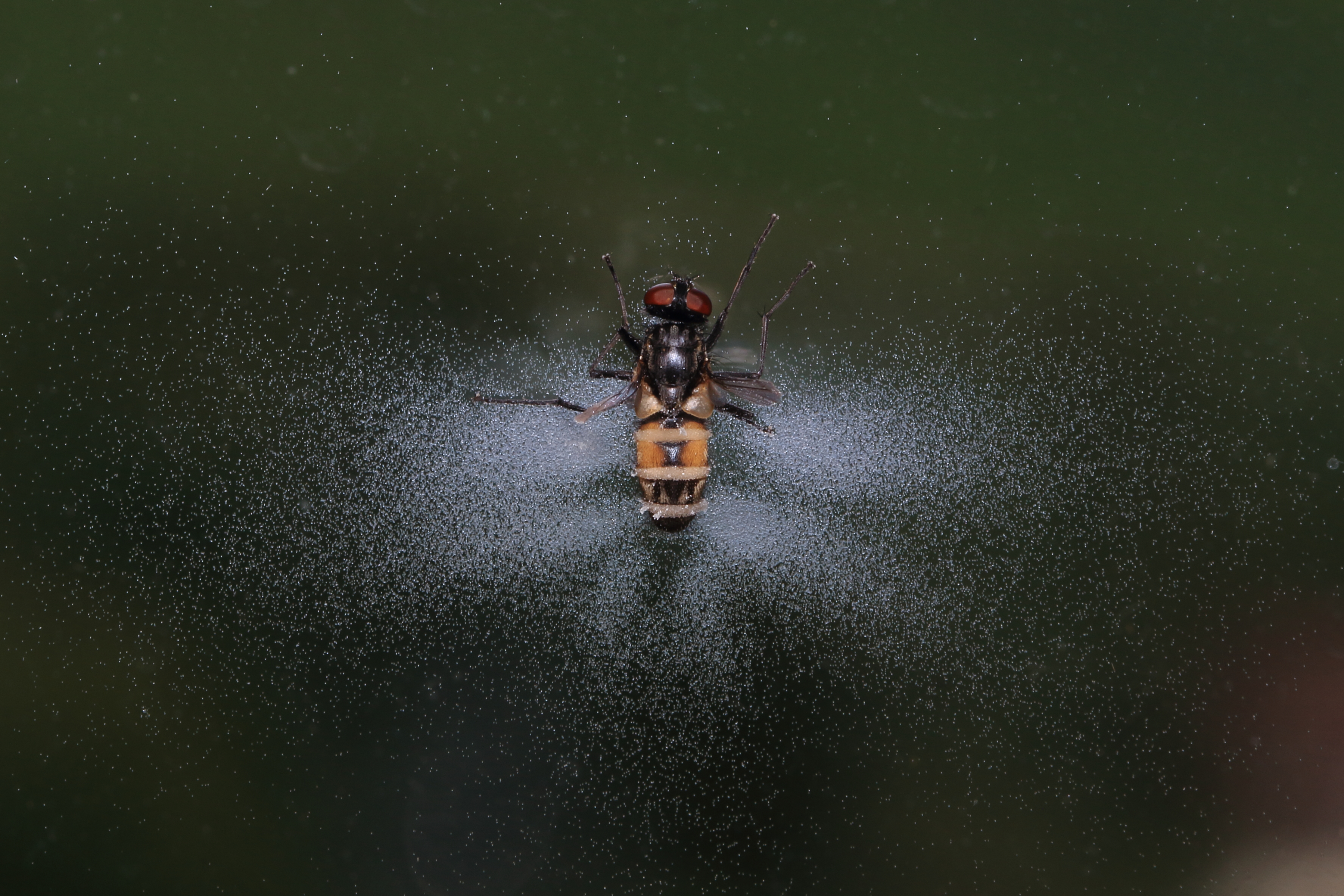
Sporenverspreiding vanaf een besmette huisvlieg (Musca domestica)

Een deel van het mycelium infecteert dat deel van de hersenen dat het gedrag bepaalt. Door aantasting van het gedrag zal de gastheer - ongeveer vijf tot zeven dagen na infectie - landen en naar een hoog punt klimmen. Daar aangekomen spreidt het slachtoffer zijn vleugels uit en zijn poten naar achteren, waarna het sterft. Ongeveer drie uur later wordt op de intersegmentale membranen van het achterlijf een viltachtig conidiofoor gevormd. Deze produceert grote primaire conidia, welke tegelijkertijd met grote snelheid worden gelanceerd. Zij infecteren nieuwe slachtoffers in de buurt of ontwikkelen zich bij een gebrek aan een gastheer eventueel  tot een kleiner, secundair conidium. 
E. muscae komt in de meeste gematigde streken voor. Spoorvorming vindt meestal in de lente en de herfst plaats, vooral in een koele en vochtige omgeving. Bij een te hoge luchttemperatuur wordt de groei van de schimmel sterk afgeremd.

## Gastheren
De schimmel is aangetroffen op soorten uit de volgende families:
- bromvliegen (Calliphoridae)
- dambordvliegen (Sarcophagidae)
- dansvliegen (Empididae)
- drekvliegen (Scathophagidae)
- echte vliegen (Muscidae)
- fruitvliegen (Drosophilidae)
- sluipvliegen (Tachinidae)
- zweefvliegen (Syrphidae)
- steekmuggen (Culicidae)